# Edward Ruscha
Edward Joseph "Ed" Ruscha IV, född 16 december 1937 i Omaha i Nebraska, är en amerikansk konstnär som brukar räknas som en av popkonstens frontfigurer och en av de konstnärer som utvecklade mediet ”artists' books”.
Ed Ruscha har arbetat inom många olika tekniker som måleri, fotografi, grafik, ”artists' books” och video. Han blev känd under det tidiga 1960-talet för sitt måleri som ofta innehåller ord och fraser, sina collage och fotografier och hade 1973 sin första separatutställning på Leo Castelli Gallery i New York. Hans grafiska blad, med insekter, bubblor med mera, är populära samlarobjekt i USA.
Några av hans mest kända verk är Large Trademark with Eight Spotlights (1961), Twentysix Gasoline Stations (1963), Every Building on the Sunset Strip (1966) och Standard Station (1966). Twentysix Gasoline Stations är en publikation som brukar exemplifieras som en av de första moderna utgåvorna av en ”artist’s book”. Den gavs ut 1963 i en upplaga av 400 exemplar. Boken refererar till en amerikanska tradition av resefotografer som Robert Franks, men avhandlar en alldaglig tur på route 66 mellan Ruschas hem i Los Angeles och hans föräldrahem i Oklahoma. Även distributionen av boken inlemmades i det konstnärliga konceptet då Ruscha valde att bara sälja originalutgåvan av boken på de bensinstationer som han fotograferat på resan. Under 1960-talet kom han att ge ut serier med liknade utgåvor som Every Building on the Sunset Strip (1966) och Royal Road Test (1967). Ruscha är representerad vid bland annat Göteborgs konstmuseum.